# Гимназия „Алеко Константинов“ (Свищов)
Гимназия „Алеко Константинов“ е закрито училище в Свищов, водещо началото си от 1831 г. Гимназията е закрита през 2009 г. Патрон на гимназията е българският писател Алеко Константинов.

## История

### 1831 – 1944 г.
Началото на училището слага Христаки Павлович през 1831 г., като започва да преподава към църквата „Св. Петър и Павел“. След това през 1846 г. построява ново училище „Свети Николското“. Видни ученици на Павлович са били Драган Цанков, П.Р. Славейков и Никола Катранов. В Свищов по това време има други училища и през 1850 г. всички се обединяват. През 1872 г. се открива и частно девическо училище с пансион от Фердинад Дечев. След Освобождението училищата в България се преструктурират и от 1879 г. е въведено задължително основно образование. Към началото на 20 век в града има пет девически и две смесени училища. По време на Балканската война през 1912 г. частното девическо училище се слива със смесената прогимназия. През следващата 1913 г. започва строежа на нова сграда. Построяването и учебният процес са прекъсвани по времето на Първата световна война. Непълната девическа гимназия за началото на учебната 1920/1921 г. става смесена. От 13.10.1924 г., по решение на тогавашния педагогически съвет, гимназията носи името на Алеко Константинов. От 1926 г. училището става пълна смесена гимназия. През 1934 г. гимназията е закрита. Скоро след това е разрешено частично обучението и началото на учебната 1934/1935 г. се открива в източното крило на новата сграда. През 1937 г. е завършена сградата и от 1938 г. отново е възстановен статута на пълна смесена гимназия.

### 1944 – 2009 г.
Гимназията към учебната 1944/45 г. има паралелки от четвърти до осми гимназиални класове. През 1953 г. се разделя на две единни училища – Първо и Второ. От 1958 г. двете училища се обособяват като Първа гимназия „Алеко Константинов“ и Втора гимназия „Никола Вапцаров“. През 1962 г. гимназиите отново се сливат. От 1964 г. в сградата на гимназията се настанява и у-ще „Николай Катранов“. През есента на 1969 г. гимназията се мести в нова сграда, където остава за постоянно. От началото на учебната 1974/75 г. става ЕСПУ от първи до единадесети клас. През 1980 г. в двора на гимназията е поставен паметник на Алеко Константинов. Автор на скулптурата е художникът Атанас Миндов. През 1981 г. гимназията чества 150 години от създаването си. Издаден е „Юбилеен сборник“, в който се описва подробно историята. Към същата година успехът на национално ниво е оценен като много добър. Завършилите с пълно отличие ученици се удостояват по традиция всяка година със златни и сребърни медали. През 1991 г. гимназията става СОУ „Алеко Константинов“. През периода 1995 г. - 2009 г. училището има свое печатно издание - „Алеков лист“. Към 2002 г. в гимназията има богат музей, в който се съхраняват историята и постиженията на учители и ученици, но след закриването няма точни данни за експонатите.  През 2006 г. в рамките на „Майски празници на българската просвета и култура“ се отбелязват 175 години от създаването. През 2009 г. във връзка с „решение на МОН за оптимизиране мрежата на училищата“, Общинският съвет взема решение за закриването на училището. От 2009 г. част от сградата се ползва като учебен корпус за деца и възрастни с увреждания. По-късно името на Алеко Константинов е дадено на друго училище в Свищов, но то не е това, което е съществувало 178 години. Летописната книга и знамената на гимназията се пазят в Къща музей „Алеко Константинов“ и „Свети Николското“ училище.

## Известни личности
- П. Р. Славейков
- Драган Цанков
- Никола Катранов
- Проф. Иван Ганчев Донев
- Ангел Ботев
- Георги Данаилов
- Проф. д-р ик. н. Радко Василев Радков
- Доц. д-р Юлия Николова – възпитаник и учител
- Мария Иванова Възланова – учител
- Живка Аламанова – учител
- Евгения Стоянова Миткова
- Цветан Йонов – учител
- Татяна Владимирова
- Николай Искъров
- Николай Кузнецов
- Красимир Дачев
- Д-р Иван Динков
- Валери Лазаров